# Kyösti Kallio
Kyösti Kallio (ur. 10 kwietnia 1873 w Yliviesce, zm. 19 grudnia 1940 w Helsinkach) – fiński polityk, premier, a później prezydent Finlandii.

## Życiorys
Urodził się jako Gustaf Kallio w mieście Ylivieska. Był członkiem Unii Agrariuszy. Trzykrotnie pełnił urząd ministra rolnictwa w latach: 1917–1918, 1919–1920 oraz 1921–1922, w tym czasie doprowadził do uchwalenia reformy rolnej, która promowała wykup ziemi na własność przez chłopów dzierżawców (tzw. lex Kallio). Aż cztery razy sprawował urząd premiera Finlandii, w latach: 1922–1924, 1925–1926, 1929–1930 i 1936–1937, a w latach 1920–1936 kilkakrotnie był przewodniczącym fińskiego parlamentu. W okresie od roku 1937 do 1940 był prezydentem Finlandii.
12 marca 1940 roku, w przeddzień zawarcia w Moskwie układu pokojowego kończącego wojnę zimową, prezydent Kallio podpisując pełnomocnictwa delegacji fińskiej do zawarcia pokoju na warunkach narzuconych przez Stalina, wyraził się słowami „Niech uschnie ręka, która podpisała taki dokument”. Pięć miesięcy później prezydent doznał wylewu krwi do mózgu, wskutek czego dotknął go paraliż prawej ręki. W związku z powyższym 27 listopada 1940 prezydent poprosił parlament o przyjęcie jego dymisji. Stan jego zdrowia pogarszał się jednak coraz bardziej i 19 grudnia 1940 Kyösti Kallio zmarł nagle na kolejny wylew na peronie dworca kolejowego w Helsinkach.
Został odznaczony m.in. estońskim Krzyżem Wolności II klasy (1920) oraz Orderem Krzyża Orła I klasy (1932).